# Église Notre-Dame du Cloître-Saint-Thégonnec
Pour les articles homonymes, voir Église Notre-Dame, Notre-Dame et sainte Anne.
L'église paroissiale du Cloître-Saint-Thégonnec (Finistère) se distingue par sa sobriété architecturale. Son clocher à galerie porte les écussons d'anciens abbés de la chapelle cistercienne voisine de l'abbaye du Relec.

## Historique
Cette église a été victime dans la nuit du 7 au 8 juin 1998 d'un incendie. Sept ans après, la restauration de l'édifice et de son mobilier est terminée.

## Mobilier
Notons la présence d'éléments remarquables dont :
- le calvaire du placître ;
- les statues anciennes et en particulier celle de sainte Anne, peut-être du XVe siècle ;
- les 13 tableaux peints sur la façade de la tribune.

## Cloches
Cet édifice contient une sonnerie de 2 cloches de volée électrique en lancé-franc :
- Cloche 1 : Marie Amélie ; fondue en 1875 par Briens aîné, à Brest

- Cloche 2 : fondue en 1769 par Jean Jacob, en Lorraine ; LA#3

Sur cette cloche se lit l'inscription suivante :
L'an 1769, Messire François Taupenot, liceatie de Sorbonne,
prieur de l'abbaye du Relec.
Messire Yves L'Ouan et demoiselle Françoise Perrine Fuorce, m'ont nommée :(pas de nom)

### Webographie
- Église paroissiale Notre-Dame, Le Cloître-Saint-Thégonnec, sur Gertrude, base du service de l’Inventaire du patrimoine de la région Bretagne.